# Пјевај мој народе
Пјевај мој народе је пети албум сарајевског пјевача Жељка Бебека. Албум садржи 10 пјесама од којих су највећи хитови Лаку ноћ свирачи и Опрости ми што те волим. Осим њих, хитови су Гдје ће ти душа и насловна нумера.

## О албуму
Након огромне популарности албума Нико више не сања, Бебек снима албум Пјевај мој народе. Међу пратећим вокалима је била и Амила Гламочак (тада Ченгић). Продуцент овог албума је био Никша Братош, који је такође био продуцент претходног албума.

## Списак пјесама
Аутор(и) свих текстова: Бора Ђорђевић, Арсен Дедић, Жељко Павичић, Мирослав Дрљача Рус, аутор(и) свих песама: Зринко Тутић, Ђорђе Новковић.
| №   | Назив                              | Трајање |  |
| 1.  | Гдје ће ти душа                    | 3:23    |  |
| 2.  | Пјевај мој народе                  | 3:54    |  |
| 3.  | Опрости ми што те волим            | 4:53    |  |
| 4.  | Мој бисеру                         | 3:32    |  |
| 5.  | Навикли су да сам први             | 5:02    |  |
| 6.  | Фатима                             | 4:15    |  |
| 7.  | Другови се моји жене               | 4:35    |  |
| 8.  | Еј, ко те душо другом обећ'о       |         |  |
| 9.  | Анава ни иверет (Љубав је слијепа) |         |  |
| 10. | Лаку ноћ, свирачи                  |         |  |

## Постава
- Аранжмани: Никша Братош, Синан Алимановић, Слободан А. Ковачевић
- Пратећи вокали: Амила Ченгић, Божидар Козјак Гуго, Лејла Трто
- Музичари: Давор Чрнигој (бас гитара), Ранко Рихтман (клавијатуре), Невен Мијач

## Спотови
- Опрости ми што те волим[4]
- Лаку ноћ свирачи[5]
- Гдје ће ти душа[6]

## Топ листа
| Топ листа   | Позиција |
| ----------- | -------- |
| Радио Сплит | 3        |

## Обраде
Гдје ће ти душа - Хоп цуп (Бијело дугме, 1975) - Бензина (Масимо Савић, 1995)